# Instituto Universitario Centro de Innovación en Química y Materiales Avanzados
El Instituto Universitario Centro de Innovación en Química y Materiales Avanzados (CINQUIMA) es un Instituto LOU de Investigación de la Universidad de Valladolid situado en la capital vallisoletana dentro de su Campus Miguel Delibes. Se trata de un Instituto centrado a la investigación de las distintas áreas de la Química.

## Edificio
Finalizado en el año 2004, la subvención para la construcción de este edificio (Edificio Quifima) se debió a la potente actividad en las distintas áreas de trabajo y al historial de los cuatro científicos - Pablo Espinet, Rafael Pedrosa, José Luis Bernal y José Luis Alonso - de la UVA que lideraron y presentaron el proyecto para su concesión. Se encuentra distribuido en 28 módulos de investigación distribuidos en áreas para grupos de investigación reconocidos de la UVA.
1. Catálisis Homogénea en Química Fina y Polímeros.
2. Cristales Líquidos y Nuevos Materiales.
3. Moléculas Inorgánicas y Organometálicas con Metales de Transición (MIOMeT).
4. Síntesis Asimétrica y Catálisis (SintACat).
5. Técnicas de Separación y Análisis Aplicado

## Finalidad
El IU CINQUIMA, con la colaboración de distintos grupos de distintas disciplinas de la Química, ha sido el primer centro organizado de Castilla y León tiene como objetivo tratar problemas de investigación tanto de desarrollo como de innovación dentro de la Química.

## Divisiones y líneas de investigación[2]
Catálisis y Reactividad de Compuestos Organometálicos
- Catalizadores de polimerización y polímeros de propiedades especiales.
- Catálisis de acoplamiento C-C en Química Fina, para permitir la construcción y modificación de moléculas delicadas por la presencia de funciones activas.
- Estudios mecanísticos para el diseño y síntesis de catalizadores.
- Desarrollo de catalizadores y reactivos medioambientalmente benignos y biocompatibles para síntesis farmacológica.
- Desarrollo de catalizadores enantioselectivos.

Síntesis Enantioselectiva
- Síntesis diastereoselectiva de azaheterociclos de interés farmacológico utilizando la metodología del auxiliar quiral.
- Síntesis enantioselectiva de compuestos fisiológicamente activos.
- Síntesis modular de catalizadores orgánicos enantioselectivos que imiten los sistemas enzimáticos (Chemzimas).

Nuevos Materiales
- Síntesis de materiales moleculares de potencial utilización por sus propiedades ópticas, eléctricas o magnéticas (cristales líquidos, colorantes, polarizadores, materiales nanoestructurados …).
- Determinación de las características estructurales de la molécula y del material agregado. Estudio de sus propiedades optoelectrónicas.
- Elaboración de hipótesis de relación entre la estructura observada y la actividad del material en la propiedad observada. Modificación de propiedades.

Técnicas Avanzadas de Separación
- Verificación de resultados de nuevas rutas de síntesis para desarrollo de fármacos.
- Estudio de la viabilidad de nuevos sistemas de aplicación de medicamentos, evaluando la seguridad y trazabilidad.
- Estudio y control de la Calidad y Seguridad alimentaria. Autentificación y tipificación de productos. Análisis de microcontaminantes.

Técnicas de Caracterización
- Resonancia Magnética Nuclear de diversos núcleos. Estudios a temperatura variable. Seguimiento de reacciones.
- Espectroscopías V-UV, Infrarrojo, Luminometría. Polarimetría.
- Microcalorimetría, Calorimetría Diferencial de Barrido.
- Difracción de rayos X para la caracterización de especies moleculares en estado sólido.
- Técnicas cromatográficas. Espectrometría de masas. Técnicas voltamperométricas.
- Técnicas de determinación de propiedades físico-químicas.